# Khotanfloden

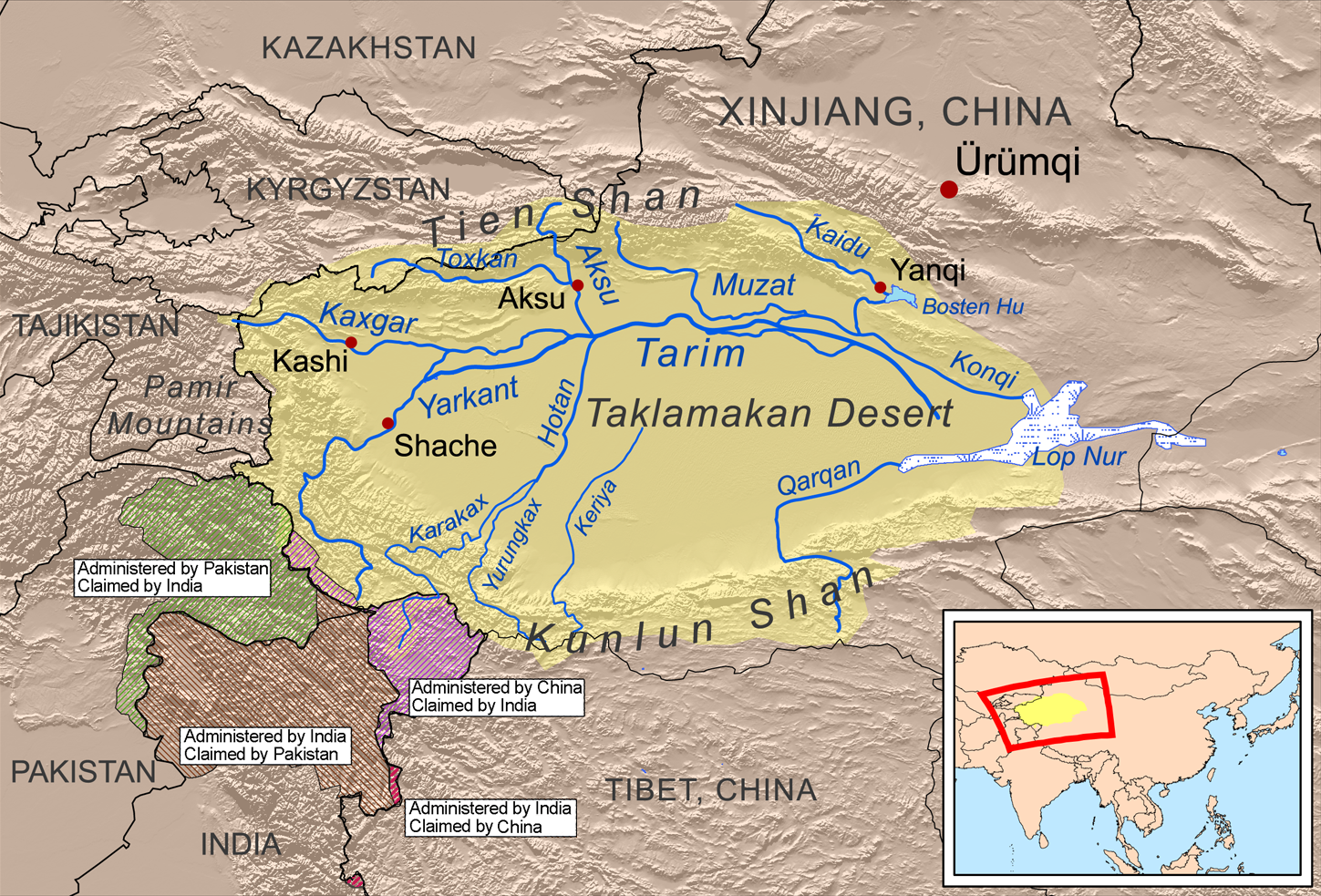
Karta på engelska där floden är märkt som Hotan.

Khotanfloden eller Hotanfloden (kinesiska: 和田河, Hétián Hé på pinyin; uiguriska: خوتەن دەرياسى, Xotän däryasi i translitterering) formas av sammanflödet av Vita jade- och Svarta jadefloden, vilka flyter norrut från bergskedjan Kunlun Shan in i Taklamakanöknen i Xinjiang (Kina). De två floderna flyter samman i mitten av öknen, cirka 145 km norr om staden Khotan. Floden rinner därefter 290 km norrut genom öknen och rinner ut i Tarimfloden. Khotanfloden får sitt vatten från snösmältningen i Kunlun Shan och är endast vattenförande under sommaren.